# 和田浩治
和田 浩治（わだ こうじ、1944年1月28日 - 1986年7月6日）は、1960年代から1980年代前半にかけて活躍した日本の俳優。本名、和田 愷夫（ひでお）。ホリプロに所属していた。

## 来歴・人物
茨城県水戸市に、ジャズピアニスト・和田肇 の次男として生まれる。東洋音楽学校声楽科在学中の1959年、当時人気の石原裕次郎に似ていることからスカウトされ、日活に入社し、同年の『無言の乱斗』に主演し、映画デビューする。
翌1960年から、石原裕次郎（タフガイ）、小林旭（マイトガイ）、赤木圭一郎（クールガイ）とともに「ダイヤモンドライン」を結成。（やんちゃガイ）と称され、「愚連隊シリーズ」や「小僧シリーズ」に次々と主演する。ダイヤモンドラインの中では一番若く、『俺の故郷は大西部』のような奇想天外な設定のアクション映画が多かった。多くの作品で「日活パールライン」を構成していた清水まゆみと共演し、名コンビと称される。
しかし、年を経るにしたがって、他の主演級と比べて特徴を売り出すことが出来ず、1963年頃から徐々に脇役に回ることが多くなった。1968年には浅丘ルリ子、二谷英明と共にNHK大河ドラマ『竜馬がゆく』に高杉晋作役で出演している。
旧日活体制が終焉し、ロマンポルノ路線へ移行した1971年からはフリーとなり、ホリプロの企画制作だった『女番長 野良猫ロック』に出演した縁から、最終的にホリプロ所属となった。千葉真一主演『殺人拳シリーズ』の第三作『逆襲! 殺人拳』で沖縄武術の達人である敵役に扮するなど、いくつかの映画作品に出演した後、1978年からテレビ時代劇『大岡越前』第5部に同心・風間駿介役で登場。血気盛んな好漢の同心役は好評で、第9部（1985年〜1986年）まで出演し、生涯の当たり役になった。風間を主人公とした、当時としては珍しいスピンオフ作品『疾風同心』『八丁堀暴れ軍団』も制作されるなど、時代劇俳優として新境地を開拓していく。
私生活では酒豪として知られ、1971年に梓みちよと結婚したが、翌1972年にスピード離婚。1974年にクラブ経営者・田村順子と再婚し、1975年1月にハワイで挙式したことも話題になった。いずれの妻との間にも子はいない。
1984年12月に「胃が痛い」と最初の不調を訴えたが、薬などでごまかしていた。1985年6月1日、とうとう我慢できずに病院に行き、緊急入院。年末には奇跡的に回復し、一時退院で活動再開。しばらく休んでいた『大岡越前』に復帰し、最後のレコーディングとなった『なぐさめ』を収録したが、1986年になり再び体調悪化。2月14日から10日間入院し、その後は一進一退の状況が続く。5月15日、『酒井広のうわさのスタジオ』（NTV系）に出演し、その『なぐさめ』を披露した二日後の5月17日に再入院。1986年7月6日、妻に看取られ、胃癌のため42歳で死去した。

## 出演

### 映画
- 無言の乱斗（1959年）
- 青春を吹き鳴らせ（1959年）
- やくざの詩（1960年）
- 素っ飛び小僧 （1960年）
- 六三制愚連隊（1960年）
- くたばれ愚連隊（1960年）
- 俺は銀座の騎兵隊（1960年）
- 若い突風（1960年）
- 大暴れマドロス野郎（1960年)
- 俺の故郷は大西部（1960年）
- 疾風小僧（1960年）
- 竜巻小僧 (1960年)
- 東京騎士隊（1961年）
- 大暴れマドラス野郎(1961年)
- 無鉄砲大将（1961年）
- 有難や節あゝ有難や有難や(1961年)
- 闇に流れる口笛(1961年)
- 俺は死なないぜ(1961年)
- 闘いつづける男(1961年)
- 峠を渡る若い風（1961年）
- 海峡、血に染めて(1961年)
- 百万弗を叩き出せ(1961年)
- ずらり俺たちゃ用心棒（1961年）
- 天使と野郎ども(1962年)
- 黒いダイス(1962年)
- 抜き射ち三四郎(1962年)
- 太陽と星(1962年)
- 渡り鳥故郷へ帰る(1962年)
- 若くて、悪くて、凄いこいつら(1962年)
- 拳銃は淋しい男の歌さ(1962年)
- 俺に賭けた奴ら(1962年)
- 灼熱の椅子(1963年)
- 空の下遠い夢(1963年)
- 俺は地獄の部隊長(1963年)
- 煙の王様(1963年)
- 関東遊侠伝(1963年)
- 波浮の港（1963年）
- 光る海(1963年)
- こんにちは20才(1964年)
- 出撃(1964年)
- 夕陽の丘（1964年）
- 肉体の門（1964年）
- 風と樹と空と(1964年)
- 東京五輪音頭(1964年)
- 黒いダイスが俺を呼ぶ（1964年）
- 男の紋章・喧嘩状(1964年)
- 若草物語（1964年）
- 大日本チャンバラ伝(1965年)
- 処女喪失(1965年)
- 三匹の野良犬(1965年)
- 東京は恋する(1965年)
- あいつとの冒険（1965年）
- 男の紋章・俺は斬る(1965年)
- 源氏物語(1966年)
- 河内カルメン（1966年）
- 愛して愛して愛しちゃったのよ(1966年)
- 青春ア・ゴーゴー(1966年)
- 逢いたくて逢いたくて（1966年）
- 涙くんさよなら(1966年)
- 暗黒航路(1966年)
- 青春の海（1967年）
- 二人の銀座(1967年)
- 大巨獣ガッパ（1967年)
- 夕陽が泣いている（1967年） - 新庄秀夫
- 恋人をさがそう(1967年)
- ザ・スパイダースのゴーゴー向う見ず作戦(1967年)
- 花と果実(1967年)
- 東京ナイト(1967年)
- 君は恋人（1967年）
- 関東刑務所帰り（1967年）
- 残雪(1968年)
- 無頼非情（1968年）
- あゝひめゆりの塔(1968年)
- BG、ある19歳の日記あげてよかった(1968年)
- 青春の鐘(1969年)
- 夜の最前線・女狩り(1969年)
- 恋のつむじ風（1969年）
- 無頼 殺せ（1969年）
- 愛するあした(1969年)
- 夜の最前線・東京女地図(1969年)
- 女の手配師・池袋の夜(1969年)
- 涙でいいの(1969年)
- 嵐の勇者たち（1969年、日活）
- 女番長 野良猫ロック（1970年） - 矢上道男
- 逆襲! 殺人拳（1974年） - 国頭武良
- 非情学園ワル ネリカン同期生（1974年）
- 神戸国際ギャング（1975年）
- 裸足のブルージン(1975年)
- 愛のなぎさ(1976年)
- 新仁義なき戦い 組長最後の日（1976年） - 中道努
- エデンの海（1976年）
- 悲愁物語（1977年）
- 人間の証明（1977年）
- 瞳の中の訪問者（1977年）
- 水戸黄門（1978年）

### テレビドラマ
- ある日わたしは（1967年、NTV） - 山崎次郎
- NHK大河ドラマ「竜馬がゆく」（1968年、NHK） - 高杉晋作
- 喧嘩太郎（1968年、MBS） - 島津英吉
- ハレンチ学園（1970年、東京12チャンネル）
- おさな妻 第17話「あげてよかった」（1971年、東京12チャンネル・C.A.L）
- プレイガールシリーズ（東京12チャンネル） 
  - プレイガール
    - 第126話「暴力教師罷り通る」（1971年） - 二郎
    - 第158話「暴力教師暴発す!」（1972年） - 和田森二郎
    - 第165話「暴力街の流れ医者」（1972年） - 柏木
    - 第183話「温泉町の流れ医者」（1972年） - 柏木
    - 第198話「女が男を脱がす時」（1973年） - 田所修
    - 第205話「吹雪に挑む流れ医者」（1973年） - 柏木
    - 第225話「女子高校生・番長殺人事件」（1973年） - 北大作
    - 第230話「裸の女は夏死ぬ」（1973年） - 田所修
    - 第247話「私の足は左きき」（1973年） - 田所
    - 第262話「金があれば年の差なんて!」（1974年） - 柏木勇
    - 第273話「ヌードモデル沖縄珍道中」（1974年） - 田所修

  - プレイガールQ  (1975年)
    - 第37話「女が裸で挑むとき」 - 秋野裕助
    - 第44話「女は裸で燃え上がる」 - 坂井浩
    - 第53話「全裸で消された謎の女」 - 冠五郎
- キイハンター 第180話「レッツゴー! 真夜中の王様 死の行進」（1971年、TBS）
- 岡っ引どぶ（1972年 KTV） - 鼠小僧
- 大江戸捜査網（東京12チャンネル・三船プロ） 
  - 第93話「除夜の鐘にて参上」（1972年） - 平助
  - 第143話「金のなる木で人が死ぬ」（1974年） - 政吉
  - 第156話「謎の男を追え!」（1974年） - 隼の銀次
  - 第187話「血を呼ぶ鬼同心」（1975年） - 千波
  - 第232話「江戸に吹く凶悪の嵐」（1976年） - 文造
  - 第278話「影なき殺人者の謎」（1977年） - 政吉
  - 第555話「女狩り 黒い十手の怨み節」（1982年） - 辰次
  - 第634話「俺も男だ! 落ちこぼれ親父」（1984年） - 栄治
- 紫頭巾 （1972年、東京12チャンネル） - 早縄左平次
- 恐怖劇場アンバランス 第5話「死骸（しかばね）を呼ぶ女」（1973年、フジテレビ・円谷プロ） - 松岡信治
- 大久保彦左衛門（1973年、関西テレビ）
- 唖侍鬼一法眼 第3話「火炎の街道」（1973年、日本テレビ）
- 座頭市物語 第4話「縛られ観音ゆきずり旅」（1974年、フジテレビ）
- 寺内貫太郎一家 第33話（1974年、TBS）-ノンクレジット
- 必殺シリーズ（ABC / 松竹）
  - 必殺必中仕事屋稼業 第3話「いかさま大勝負」（1975年） - 伝八(茂作) 役（和田浩二名義）
  - 必殺仕置屋稼業 第6話「一筆啓上怨霊が見えた」（1975年） - 清二郎
  - 新 必殺からくり人 第3話「東海道五十三次殺し旅 三島」（1977年） - 小幡弥十郎
- 水戸黄門（TBS・C.A.L）
  - 第6部 第21話「ど根性河内節 -八尾-」（1975年8月18日） - 河内無宿の島三郎
  - 第7部
    - 第21話「江戸から来た密使 -新発田-」（1976年10月11日） - 清吉
    - 第34話「日光街道日本晴れ -宇都宮・水戸-」（1977年1月10日） - 森新之丞

  - 第8部
    - 第9話「人情しだれ柳 -岡崎-」（1977年9月12日） - 菊屋音吉
    - 第21話「黄門さまも人の親 -高松-」（1977年12月5日） - 喜三郎

  - 第9部 第20話「帰って来た中乗りさん -木曽福島-」（1978年12月18日） - 庄八
  - 第10部 第3話「狐が化けたお姫様 -小田原-」（1979年8月27日） - 三浦左近
  - 第11部
    - 第2話「夏祭り・姫君暗殺計画 -二本松-」（1980年8月25日） - 内藤源三郎
    - 第10話「北の岬の仇討 -八戸-」（1980年10月20日） - 沢木数馬

  - 第12部 第26話「謀反からくり釣り天井 -宇都宮-」（1982年2月22日） - 上月和馬
  - 第13部 第2話「大爆破! 恐怖の狼谷 -小田原-」（1982年10月25日） - 清吉
  - 第14部 第13話「恐怖! 凶賊卍衆 -久保田-」（1984年1月23日） - 小野塚新九郎
  - 第15部 第32話「中馬を狙った野盗の罠 -松本-」（1985年9月2日） - 勇次
- ベルサイユのトラック姐ちゃん 第11話「わたしの蜜を吸って!」（1976年、NET）
- 風光る・亜紀子（1976年、NET） - 和彦
- 江戸を斬るIII（1977年、TBS） - 小網町の佐吉
- 大岡越前 第5部 〜 第9部（1978年 - 1986年、TBS） - 風間駿介
- 疾風同心（1978年 - 1979年、東京12チャンネル） - 風間駿介
- 八丁堀暴れ軍団（1979年、東京12チャンネル） - 風間駿介
- 雪姫隠密道中記（1980年、毎日放送） - 巌谷源八郎
- 時代劇スペシャル（フジテレビ）
  - 大奥 悪霊の館（1981年、東映） - 徳川家重
  - 新吾十番勝負 尾張六十一万石将軍吉宗への謀叛（1982年、三船プロ） - 矢倉十蔵
  - 清水次郎長（1981-83年）- 小政
    - 「勢揃い清水港」
    - 「風雪流れ旅」
    - 「男の涙・石松の最后」
    - 「筑波おろし・義侠の仇討」
- 源九郎旅日記 葵の暴れん坊 第16話「姫のお国の幽霊武者」（1982年、ANB / 東映） - 小杉勝之進
- 鬼平犯科帳 第3シリーズ 第7話「雨引の文五郎」（1982年、ANB / 東宝） - 雨引の文五郎
- 暴れん坊将軍II 第34話「犬も喰わないめ組の喧嘩!?」（1983年、ANB） - 音松/治助 役 ※二役
- 栄花物語（1983年、フジテレビ） - 小宮山伊織

### CM
- 清酒菊勇

## 音楽

### シングル
| 発売年         | レーベル           | 規格品番 | 面             | 題名                     | 作詞            | 作曲       | 編曲       |
| 1960年7月      | コロムビアレコード | SA-423   | A              | 若い突風                 | 青柳陽子        | 浜口庫之助 |            |
| 1960年7月      | コロムビアレコード | SA-423   | B              | 銀座の子守唄             | 浜口庫之助      | 浜口庫之助 |            |
| 1960年12月     | コロムビアレコード | SA-509   | A              | 俺の故郷は大西部         | 浜口庫之助      | 浜口庫之助 |            |
| 1960年12月     | コロムビアレコード | SA-509   | B              | 親なしとんび             | 浜口庫之助      | 浜口庫之助 |            |
| 1961年4月      | コロムビアレコード | SA-603   | A              | 純情愚連隊               | 不詳 替：水島哲 | 浜口庫之助 |            |
| 1961年4月      | コロムビアレコード | SA-603   | B              | たまらないんだ逢いたくて | 三浦康照        | 三和完児   |            |
| 1971年         | ビクターレコード   | E-1004   | A              | 小さなあやまち           | 阿久悠          | 中村泰士   | 馬飼野俊一 |
| 1971年         | ビクターレコード   | E-1004   | B              | 男の酒                   | 南かおる        | 舘圭介     | 馬飼野俊一 |
| 1974年         | RCAレコード        | JRT-1383 | A              | 久しぶりだね             | 有馬三恵子      | 鈴木淳     | 馬飼野康二 |
| 1974年         | RCAレコード        | JRT-1383 | B              | 男の酒                   | 南かおる        | 舘圭介     | 馬飼野俊一 |
| 1975年         | RCAレコード        | JRT-1451 | A              | ふたり道                 | 八大明          | 六ッ見茂明 | 馬飼野康二 |
| 1975年         | RCAレコード        | JRT-1451 | B              | いつかどこかで           | 水島哲          | 曽根幸明   | 馬飼野康二 |
| 1976年11月25日 | RCAレコード        | RVS-1043 | A              | おもいやり               | 阿久悠          | 三佳令二   | 小杉仁三   |
| 1976年11月25日 | RCAレコード        | RVS-1043 | B              | すじがき                 | 田村順子        | 園田圭介   | 小杉仁三   |
| 1978年         | RCAレコード        | RVS-1106 | A              | ふたりの吉祥寺           | 田村順子        | 浜口庫之助 | 竜崎孝路   |
| 1978年         | RCAレコード        | RVS-1106 | B              | やさしさ                 | 田村順子        | 浜口庫之助 | 竜崎孝路   |
| 1980年         | ポリドールレコード |          | A              | 男のタンゴ               | 山口洋子        | 平尾昌晃   | 竜崎孝路   |
| 1980年         | ポリドールレコード | B        | 今日もよこはま | 田村順子                 | 浜口庫之助      |            | 竜崎孝路   |
| 1984年         | RVCレコード        | RHS-147  | A              | つぶやき                 | 杉園雅寛        | 杉園雅寛   | 竜崎孝路   |
| 1984年         | RVCレコード        | RHS-147  | B              | グラスの氷               | 中村奉士        | 中村奉士   | 竜崎孝路   |
| 1985年11月21日 | ビクターレコード   |          | A              | なぐさめ                 | 荒木とよひさ    | 三木たかし | 川口真     |
| 1985年11月21日 | ビクターレコード   | B        | 夢ストーリー   |                          | 荒木とよひさ    | 三木たかし | 川口真     |

### アルバム
- 和田浩治の世界（日本ビクター）
- 男の哀愁(1974年、RCAレコード)
- 夜を貴女と(1975年、RCAレコード)
- おもいやり(1977年、RCAレコード)